# Antonello Gagini
Ne doit pas être confondu avec Antonio Gagini.
Antonello Gagini (Palerme, 1478 – Palerme, 1536) est un sculpteur et architecte sicilien de la Renaissance, qui travailla essentiellement à Gênes et en Sicile.

## Biographie
La famille d'Antonello Gagini, les Gagini (parfois aussi appelés Gangini), originaire de Bissone (dans le canton du Tessin), était arrivée en Sicile au milieu du XVe siècle.
Antonello est le fils du sculpteur Domenico Gagini, auprès de qui il étudia. Une grande partie de ses œuvres religieuses se trouve au palazzo Abatellis de Palerme.
On doit à Antonello Gagini quelques-unes des plus belles sculptures décoratives ecclésiastiques de Sicile, en particulier dans la région de Messine.

## Œuvres
- Statues en marbre de saint Pierre et saint Paul, devant l'Église Sant'Antonio Abate, Palerme.

|                                                                 |
| Portrait de jeune homme, Galerie régionale de Sicile (Palerme). |

|                                                |
| Vierge à l'enfant, église Santa Chiara (Noto). |